# Carlton Gardens
I Carlton Gardens sono dei giardini nella parte nord-orientale del Quartiere degli Affari di Melbourne, capitale dello Stato di Victoria, in Australia. Sono stati inseriti nell'elenco dei Patrimoni dell'umanità dell'UNESCO.

## Descrizione

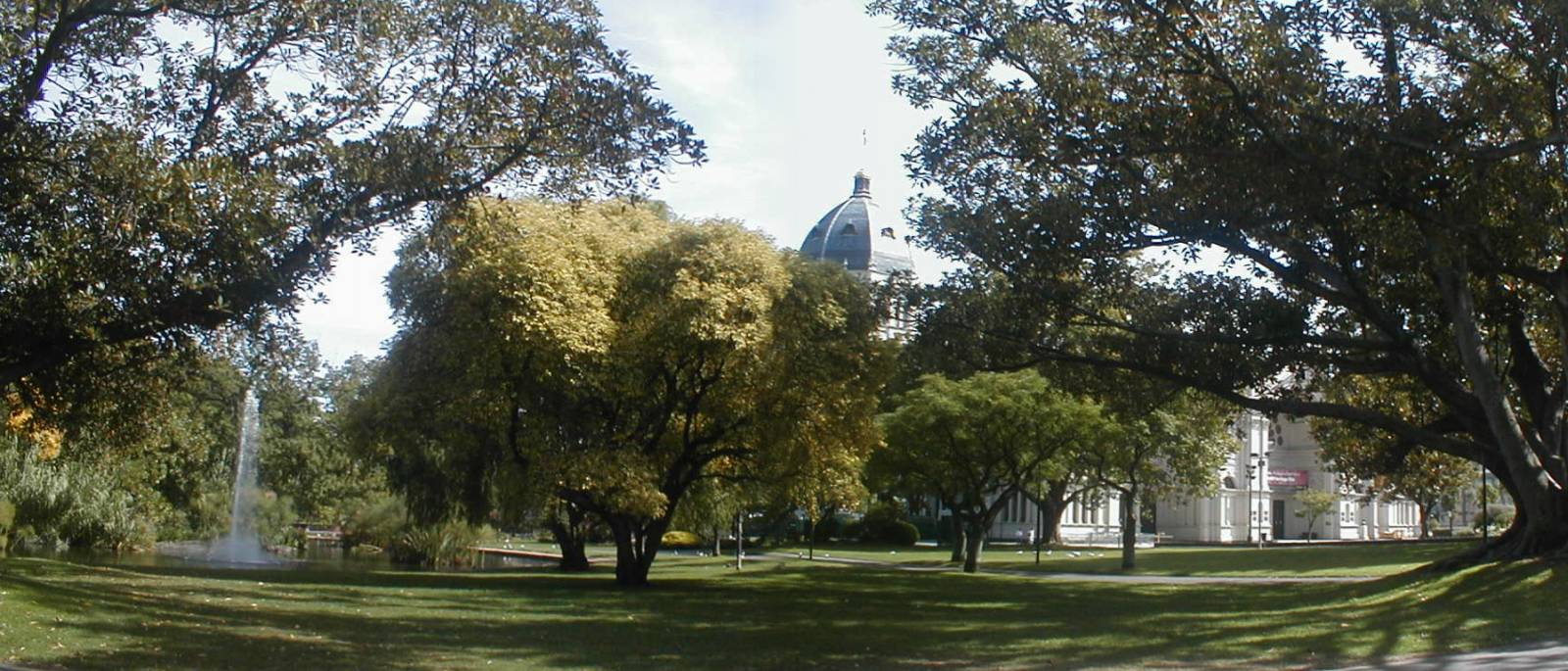
Lato meridionale dei Carlton Gardens

Si estendono su di una superficie di 26 ettari e contengono al loro interno il Royal Exhibition Building, il Museo di Melbourne, un cinema IMAX, campi da tennis e un parco giochi per bambini.
Sono un esempio dell'arte di progettare giardini nell'epoca vittoriana, con ampi prati e alberi europei e australiani come farnie, pioppi bianchi, platani, olmi, conifere, cedri, cerri, araucarie e specie sempreverdi come il ficus magnolioide, in combinazione con diversi tipi di fiori e arbusti.
Un insieme di sentieri delimitati da alberi allineati formano delle specie di strade per mettere in risalto le fontane e l'architettura del Royal Exhibition Building. Nella parte meridionale del parco si trovano due piccoli laghi ornamentali. All'interno dei Carlton Gardens si trovano anche varie specie animali, come opossum, anatre e vari tipi di uccelli adattati all'ambiente cittadino.
I giardini contengono 3 fontane:
- la Exhibition Fountain, progettata per la Grande Esposizione di Melbourne del 1880 dallo scultore Joseph Hochgurtel;
- la French Fountain;
- la Westgarth Drinking Fountain.

## Storia

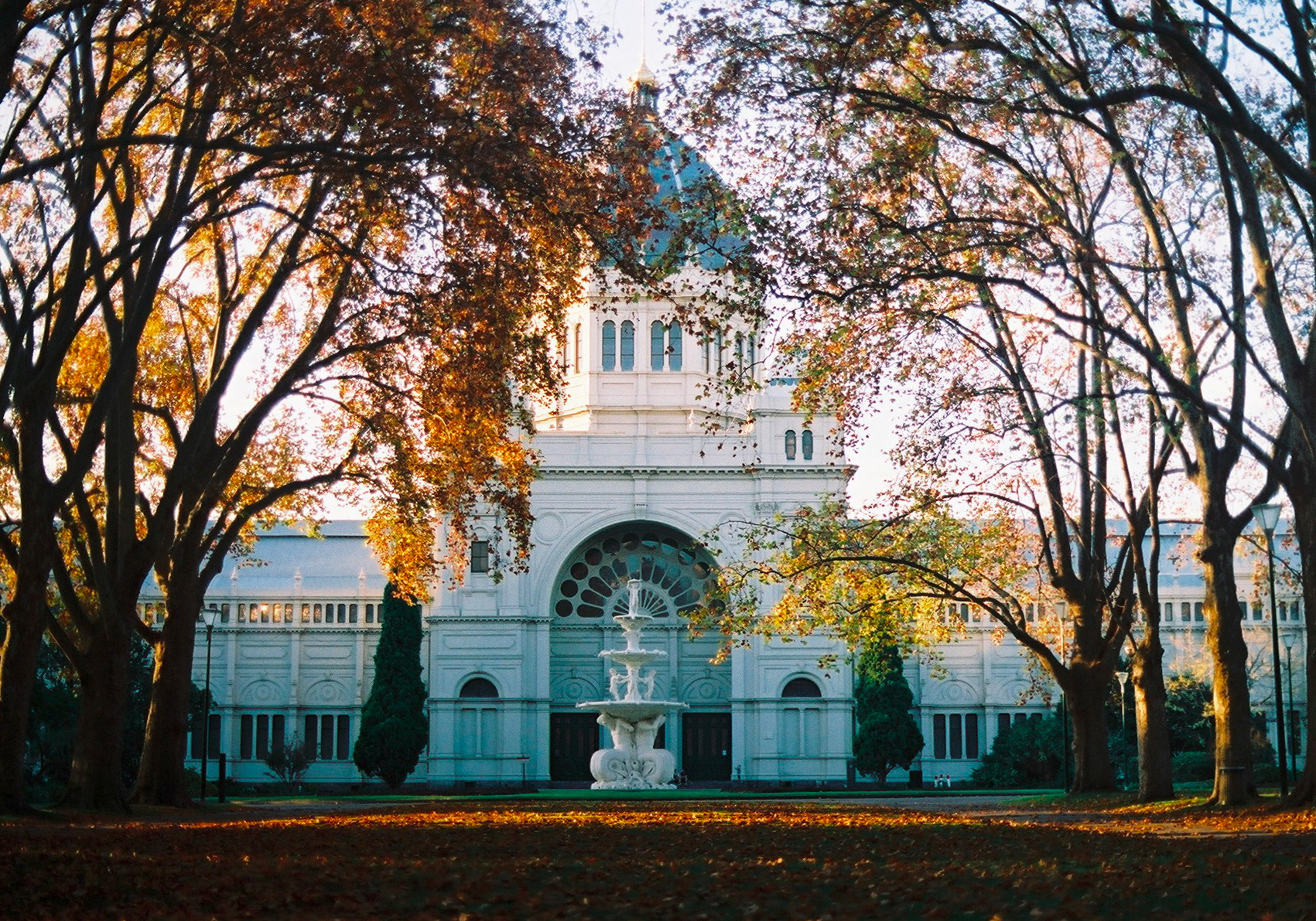
Il Royal Exhibition Building nei Carlton Gardens

- 1839 - Vaste parti di terreno che circonda l'originaria città di Melbourne vennero ritirate dalla vendita dal sovrintendente Charles La Trobe. La maggior parte di questi terreni venne poi venduta per lo sviluppo di diverse istituzioni pubbliche, ma un buon numero di siti venne permanentemente destinato ad essere utilizzato come parco pubblico, comprese le zone che sarebbero poi diventate i Carlton Gardens, i Flagstaff Gardens, i Fitzroy Gardens, i Treasury Gardens e i Kings Domain.
- Circa 1856 - La città di Melbourne ottiene il controllo dei Carlton Gardens e commissiona a Edward La Trobe Bateman un progetto per il sito. Nonostante vari problemi finanziari, gran parte del progetto venne portato a termine.

- Anni '70 - Il governo coloniale dello Stato di Victoria riprende il controllo dei Carlton Gardens e vi applica piccoli cambiamenti sotto la direzione di Clement Hodgkinson. Poco dopo invece i giardini vennero "stravolti" dal progetto dell'architetto Joseph Reed in occasione della Melbourne International Exhibition del 1880.
- 1880 - L'Exhibition Building viene ultimato per ospitare la Melbourne International Exhibition dello stesso anno. Dopo la chiusura dell'esibizione il 30 aprile 1881 vennero demolite alcune strutture temporanee che erano state costruite nella parte settentrionale dell'edificio.
- 1888 - Si tiene la Melbourne Centennial Exhibition per celebrare il centenario dell'insediamento europeo in Australia.
- 1891 - Viene completata la residenza dell'amministratore del parco, John Guilfoyle.
- 1901 - All'Exhibition Building si tiene la prima seduta del primo Parlamento australiano. La parte occidentale dell'edificio viene usata per i successivi 27 anni dal Parlamento dello Stato di Victoria.
- 1919 - Gli edifici dei Carlton Gardens diventano un ricovero d'emergenza per curare l'epidemia di influenza spagnola.
- 1928 - Viene rimosso il recinto perimetrale.
- Seconda guerra mondiale - Gli edifici vengono usati dalla RAAF.
- Dal 1948 al 1961 - Parte del complesso venne usata come centro d'accoglienza per emigrati.
- luglio 2004 - Dopo anni di sforzi da parte del Consiglio municipale di Melbourne, il Royal Exhibition Building e i Carlton Gardens vengono inseriti nell'elenco dei Patrimoni dell'umanità dell'UNESCO.

## Galleria d'immagini

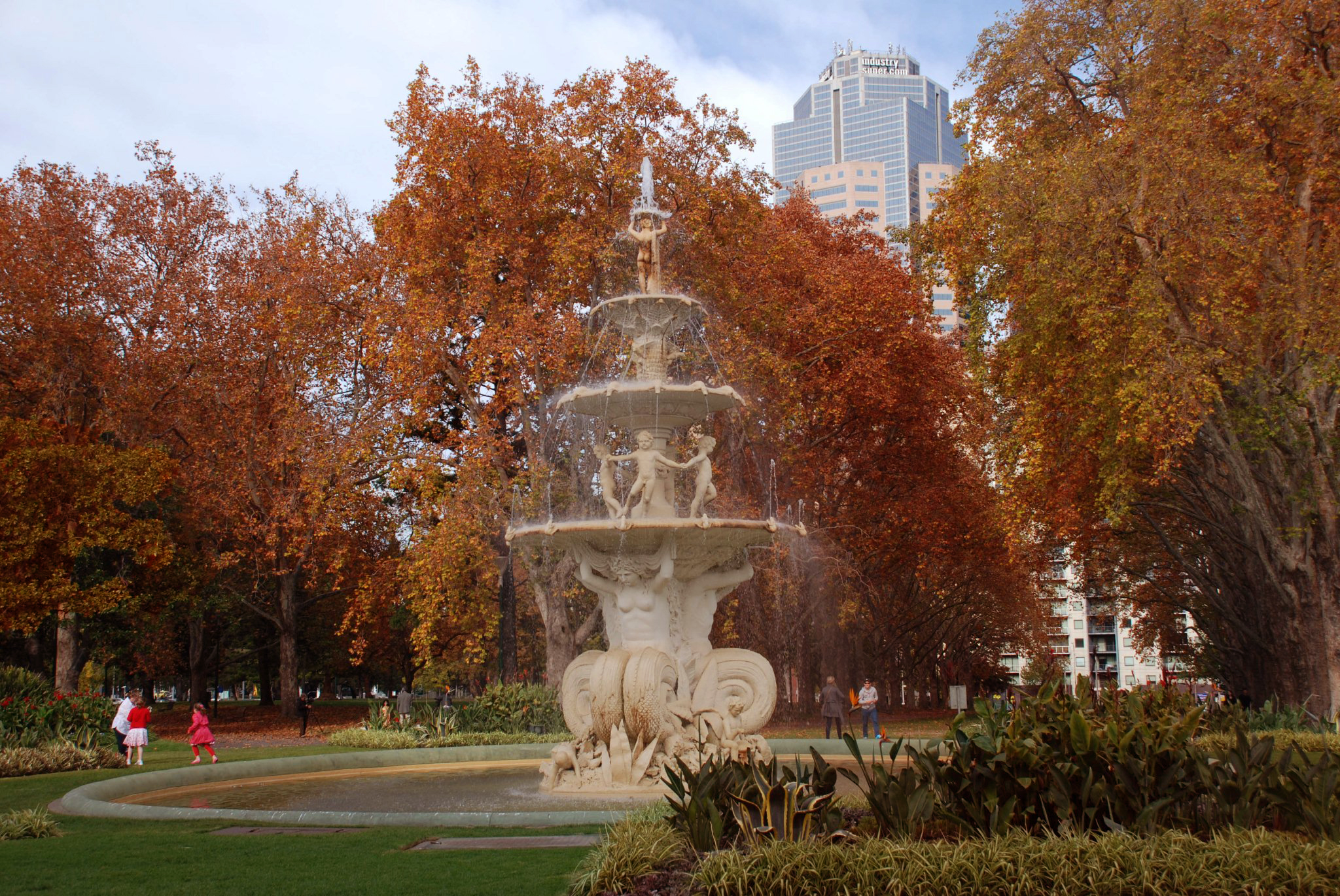
Carlton Gardens in autunno
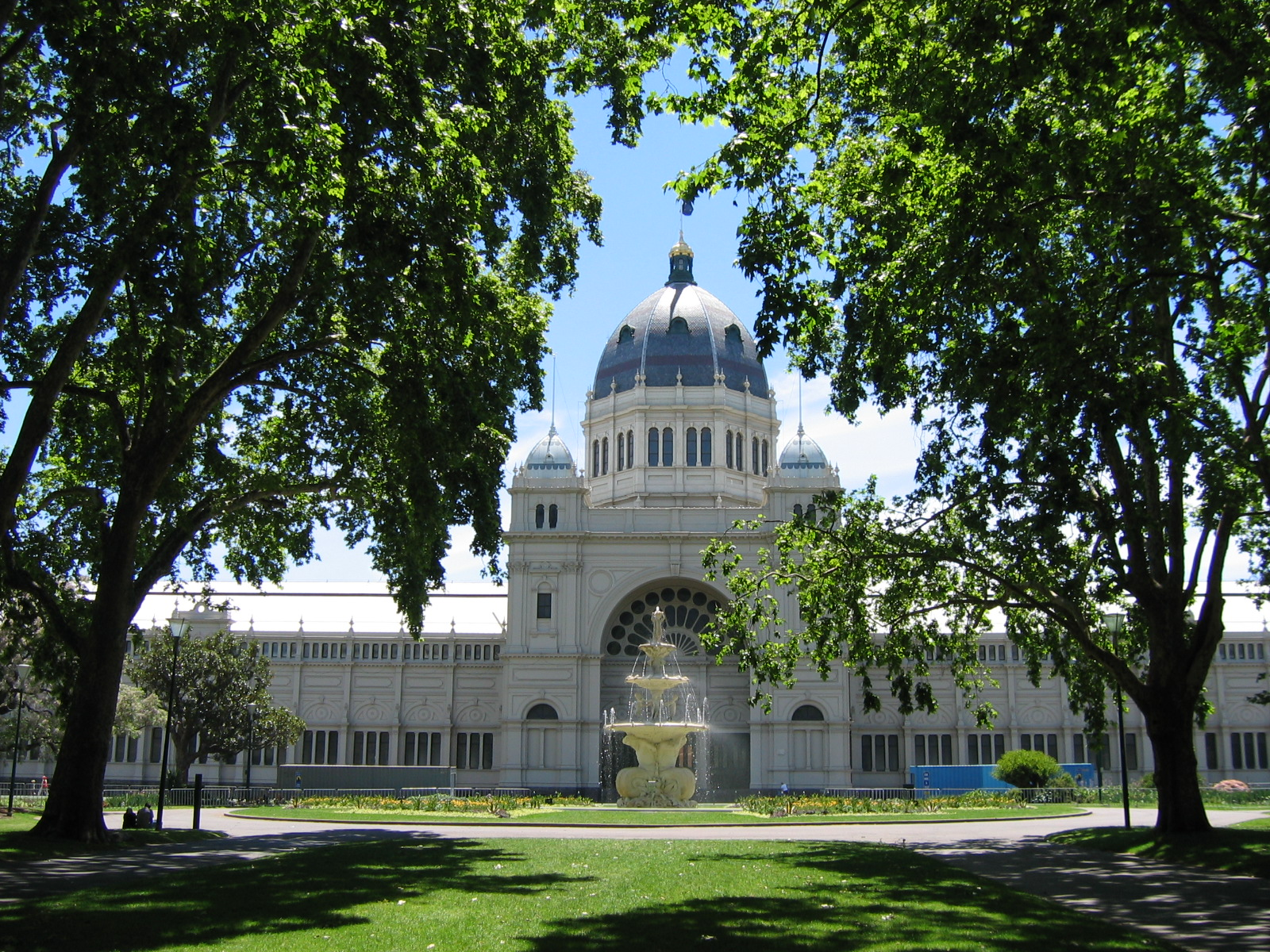
Edificio espositivo CBN
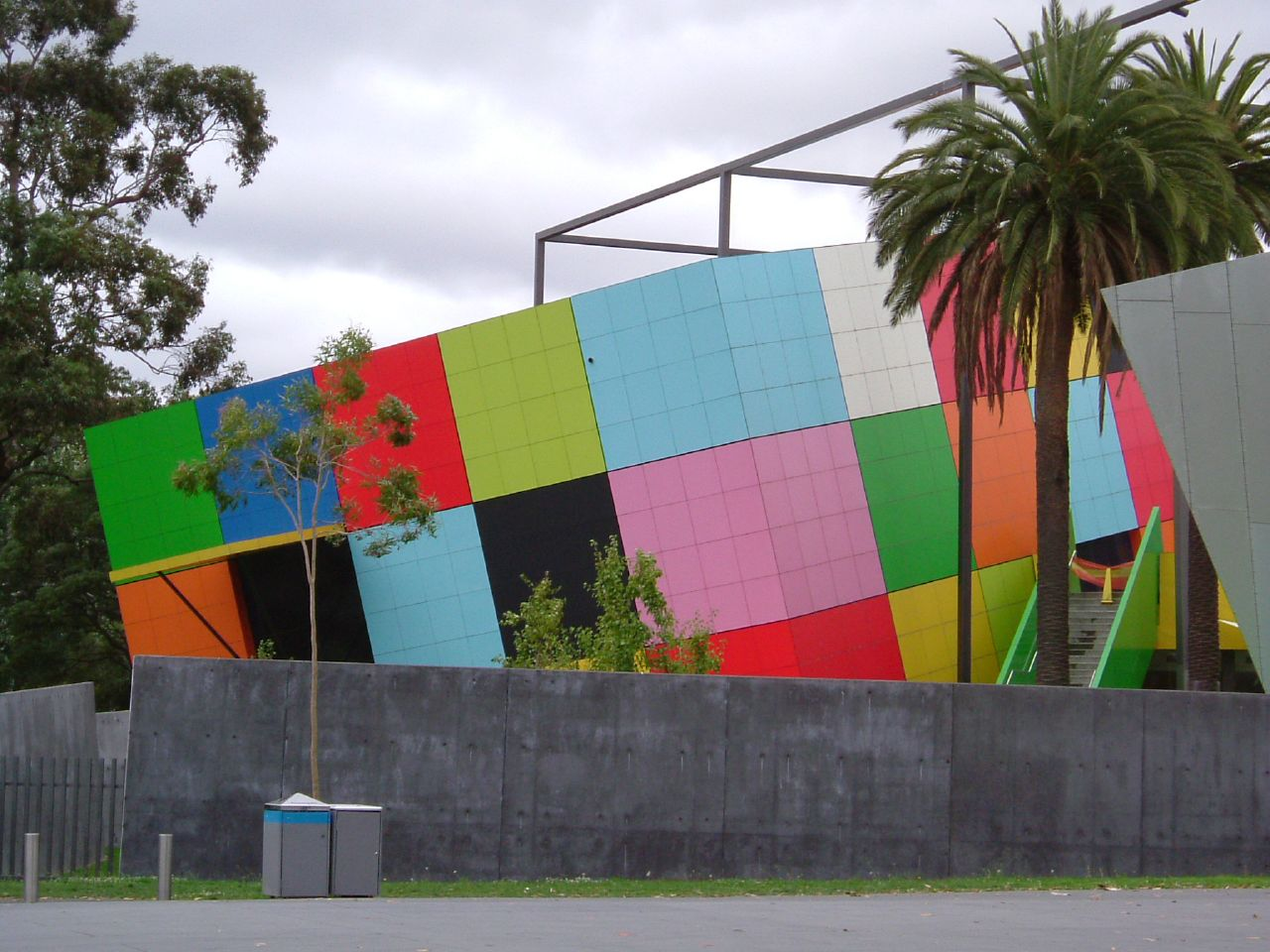
Museo di Melbourne
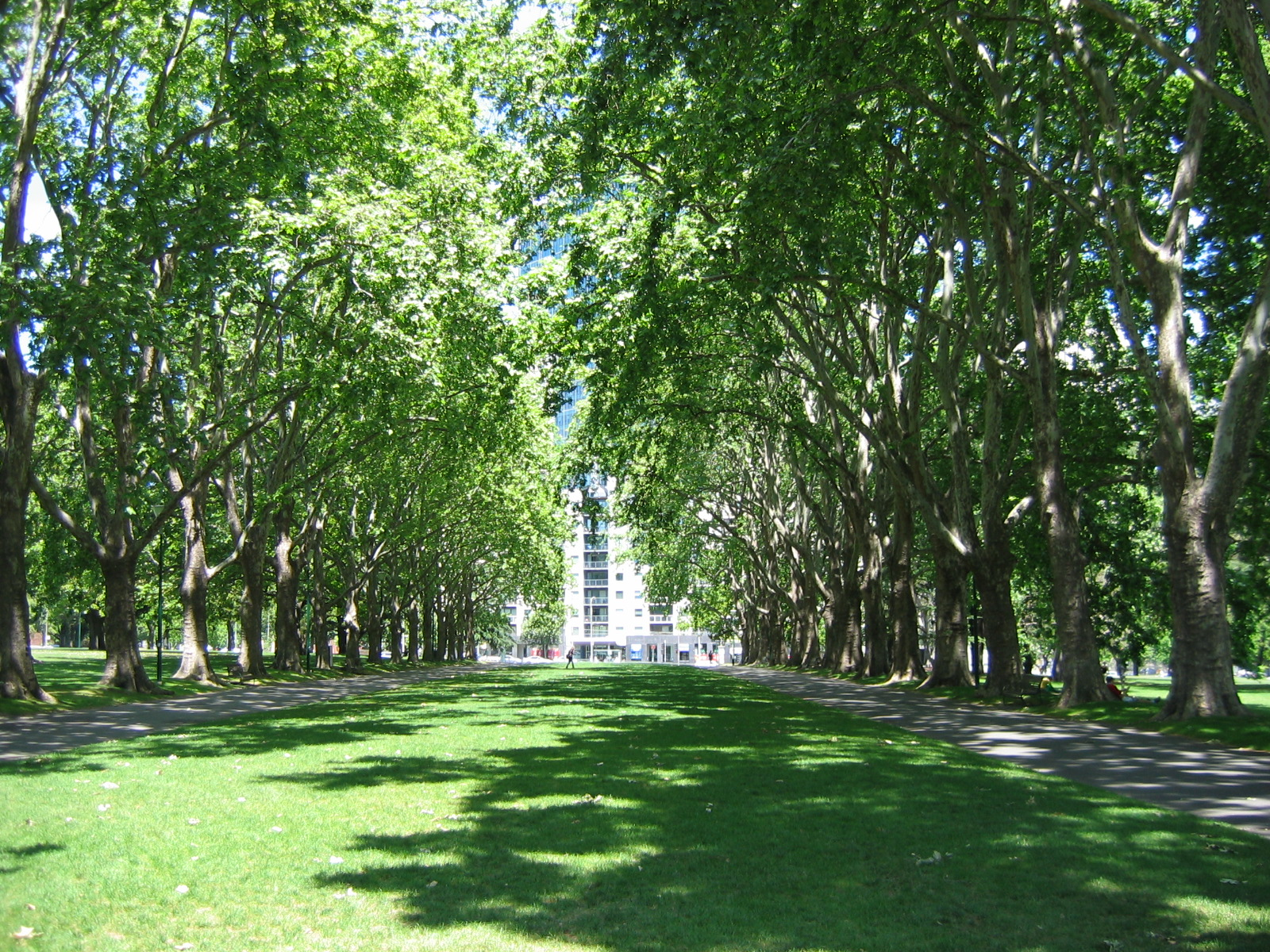
Carlton Gardens CBN
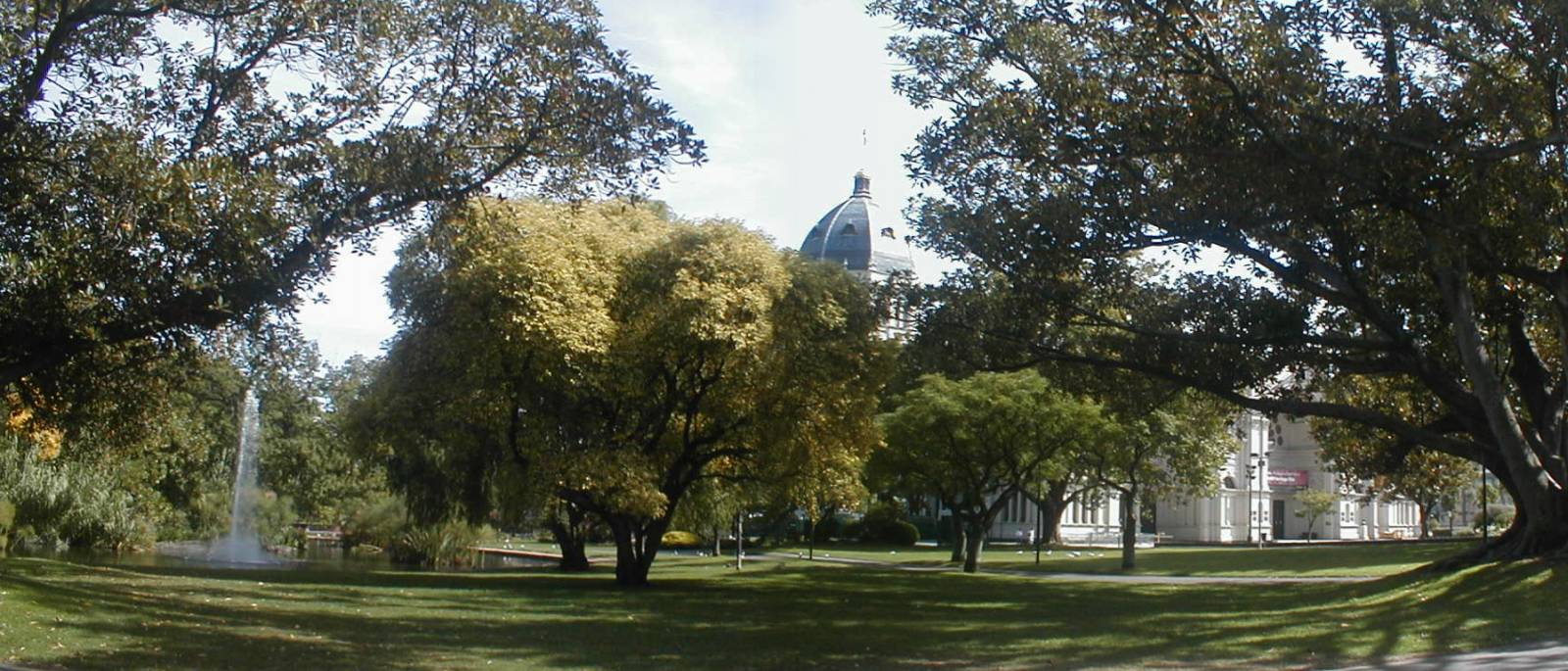
Panorama
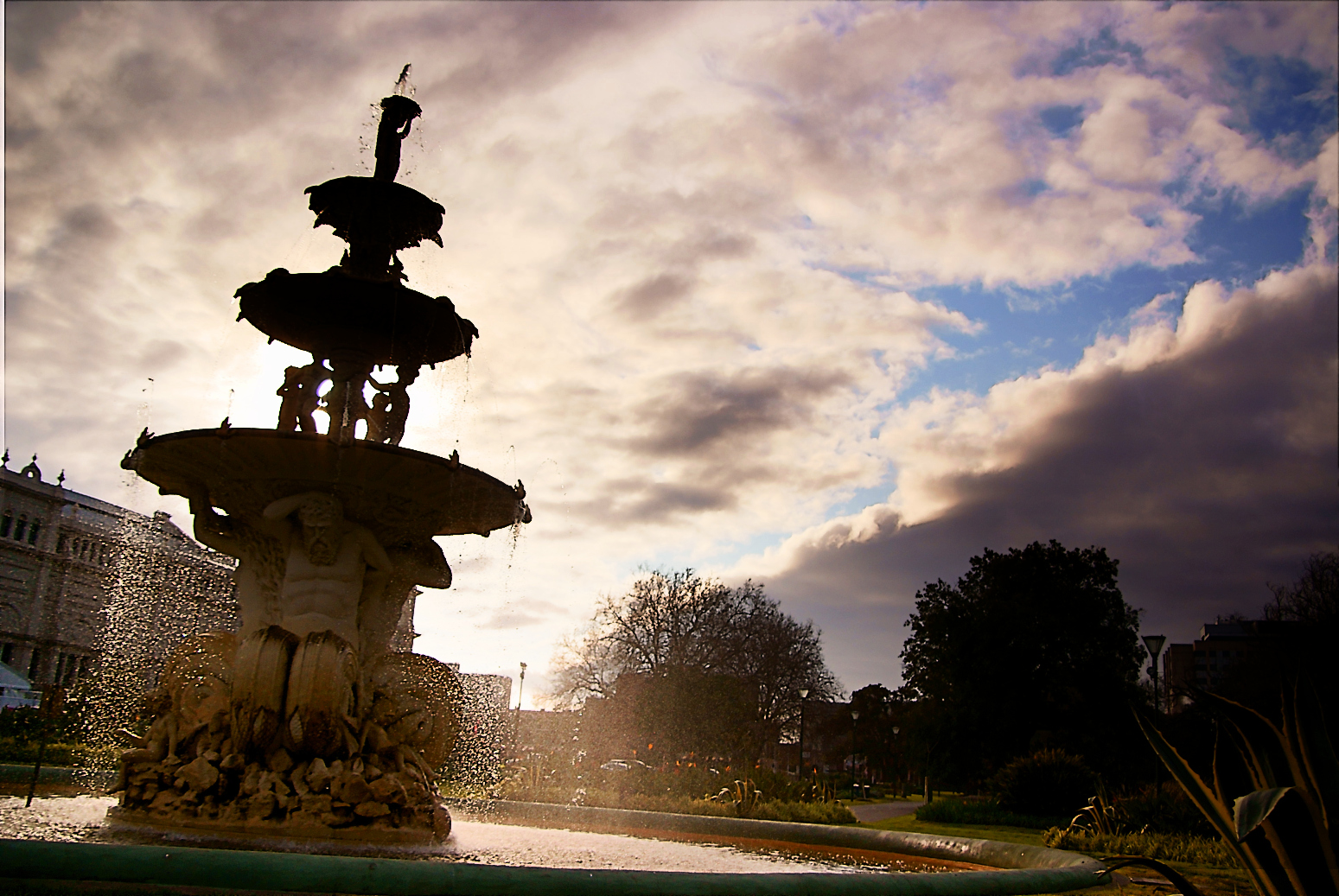
Fontane